# Jens Ihle
Jens Ihle (* 27. Mai 1972 in Gießen) ist ein ehemaliger deutscher Basketballfunktionär.

## Leben
Ihle wurde 1983 Mitglied der Basketballabteilung des MTV 1846 Gießen. Von 1988 bis 1998 war er bei dem Verein als Trainer im Nachwuchsbereich und bei den zweiten sowie dritten Herrenmannschaften tätig. In den Jahren 1997 und 1998 war er im Vorstand des Gesamtvereins für Sportbelange zuständig. 1998 schloss Ihle an der Justus-Liebig-Universität Gießen ein Studium im Fach Betriebswirtschaftslehre ab und wurde im selben Jahr Manager der Gießener Basketball-Bundesliga-Mannschaft. Unter seiner Leitung wurde 2000 eine Vereinbarung mit dem Unternehmen Avitos geschlossen, der Mannschaftsname in Avitos Gießen und die Trikotfarben in Gelb und Schwarz geändert sowie eine deutliche Vergrößerung des wirtschaftlichen Rahmens vorgenommen. Des Weiteren vereinbarte Ihle eine enge Gießener Zusammenarbeit mit dem TV Lich. Die Betreibergesellschaft der beiden Mannschaften führte er ab 2000 gemeinsam mit Christian Maruschka, Ihle bearbeitete insbesondere die Themenfelder Vermarktung, Öffentlichkeitsarbeit und Sponsorensuche. Nach dem Ende der Zusammenarbeit mit Avitos im Jahr 2003 verantwortete Ihle gemeinsam mit Maruschka unter dem neuen Mannschaftsnamen Gießen 46ers den Übergang in eine „neue (alte) Ära“, wie die Fachzeitschrift Basketball im Sonderheft zur Bundesliga-Saison 2003/04 schrieb.
Ihle verließ das Basketballgeschäft und wurde 2004 für den Verein MitteHessen tätig, zu Jahresbeginn 2013 trat er das Amt des Prokuristen der Regionalmanagement Mittelhessen GmbH an, im November 2013 wurde er Geschäftsführer des Unternehmens.